# Yōichi Kuroda
Pour les articles homonymes, voir Kuroda.
Yōichi Kuroda (黒田 洋一, Kuroda Yōichi) est un écologiste japonais lauréat de l'édition 1991 du prix Goldman pour l'environnement  
pour sa campagne contre l'utilisation irresponsable par le Japon des feuillus tropicaux.
Il est le fondateur de l'organisation militante « Japan Tropical Forest Action Network » (JATAN).